# Distretto di Prachantakham
Il distretto di Prachantakham (in thailandese: ประจันตคาม) è un distretto (amphoe) della Thailandia, situato nella provincia di Prachinburi.